# Robert J. Stevens
Pour les articles homonymes, voir Stevens.
Robert J. Stevens (né en 1951 à McKeesport) est un homme d'affaires américain.
Il est président du conseil et directeur général de Lockheed Martin de 2004 à 2013. À ce poste, il a remplacé Vance D. Coffman (en) et l'a été par Marillyn Hewson.
Il a participé à la Commission sur l'avenir de l'industrie aérospatiale des États-Unis (en).